# كاواردا
كاواردا رمزها «KW» (بالإنجليزية: Kawardha)‏ ، هو تقسيم إداري لدولة الهند تتبع ولاية تشاتيسغار (بالإنجليزية: Chhattisgarh)‏ ، مركزها هو مدينة كاواردا (بالإنجليزية: Kawardha)‏ عدد سكانها حسب تعداد سنة 2001 هو 584,667 ، مساحتها 4,237 كم² وكثافة السكان 138 لكل كم² .

## أعلام
- رامان سينغ